# Jiří Liška (fotbalista)
Jiří Liška (* 13. března 1982) je český fotbalový obránce, působí jako vedoucí mužstva liberecké juniorky. Současně hraje za německý amatérský tým FC Oberlausitz Neugersdorf.
S FC Oberlausitz Neugersdorf (Oberliga Süd, na úrovni 5. ligy) postoupil v dubnu 2014 do finále Saského poháru proti Chemnitzer FC.